# 광명 자이 힐스테이트 SK VIEW
광명 자이 힐스테이트 SK VIEW(Gwangmyeong Xi Hillstate SK View)는 광명5R구역을 재개발하여 짓는 아파트 단지이다.